# بخش مرکزی شهرستان بم
بخش مرکزی، یکی از بخش‌های شهرستان بم در استان کرمان ایران است. مرکز این بخش، شهر بم است.

## تقسیمات کشوری
- بخش مرکزی شهرستان بم
  - دهستان حومه
  - دهستان دریجان

شهر: بم

## جمعیت
بر پایه سرشماری عمومی نفوس و مسکن در سال ۱۳۹۵، جمعیت بخش مرکزی شهرستان بم برابر با ۱۵۶،۲۶۸ نفر بوده‌است.